# Sammy Hagar

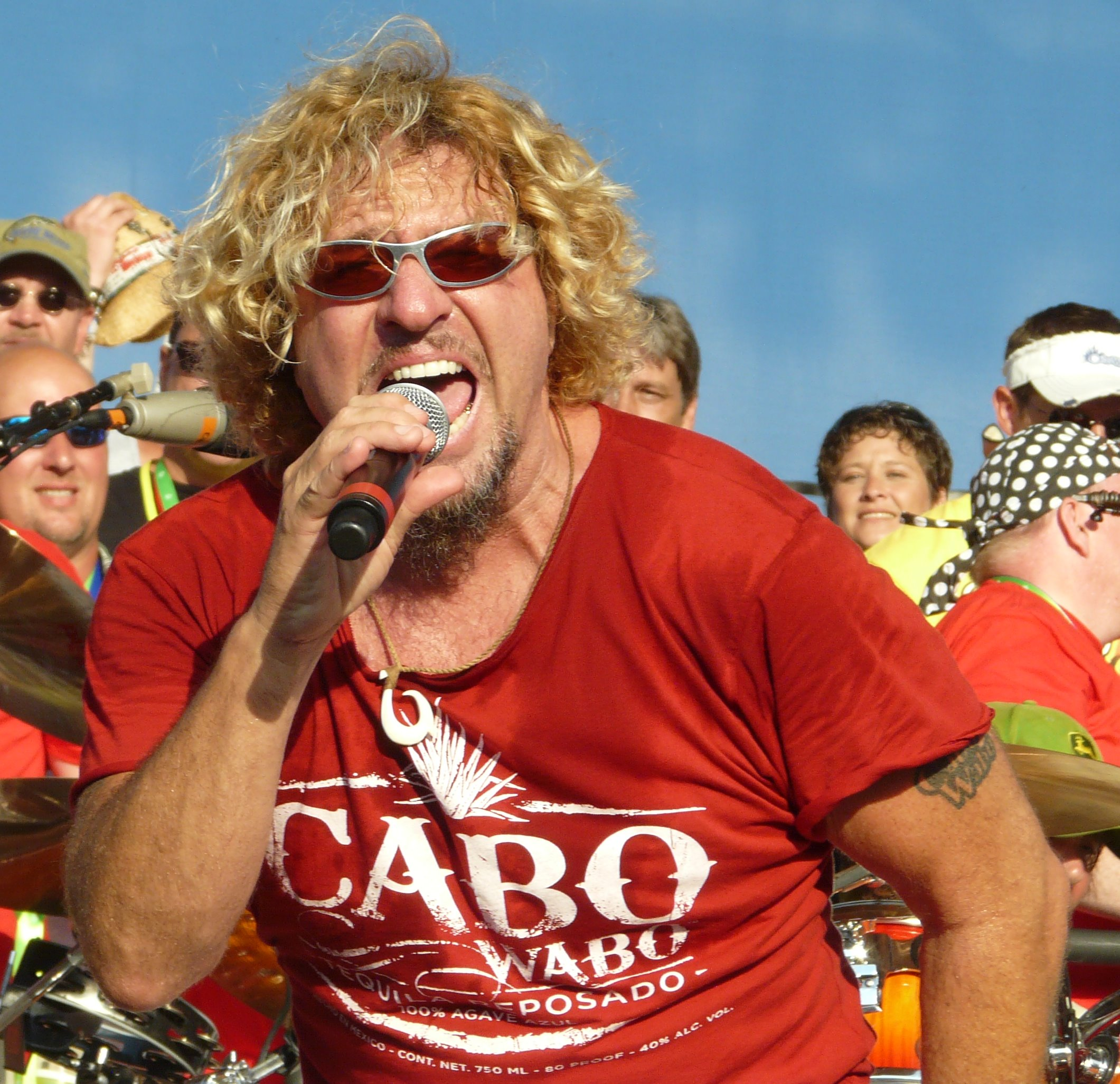
Sammy Hagar live 2008 (Moondance Jam in Walker, Minnesota)

Samuel Roy Hagar (* 13. Oktober 1947 in Salinas, Kalifornien) ist ein US-amerikanischer Sänger, Gitarrist und Songwriter. Er begann seine Karriere 1973 als Sänger der Band Montrose, war von 1985 bis 1996 sowie im Jahr 2004 Sänger bei Van Halen und gründete 2008 die Band Chickenfoot. Wegen seiner Vorliebe für die Farbe Rot erhielt er den Spitznamen „The Red Rocker“.

## Privatleben
Hagar wuchs in ärmlichen Verhältnissen auf. Er war das jüngste von vier Kindern der Familie und hat zwei Schwestern (Velma und Bobbi) und einen Bruder (Robert). Sein Vater Bobby war Stahlkocher in der Kaiser Steel Mill in Fontana; in jüngeren Jahren war er Boxer. Er geriet in die Alkoholabhängigkeit und war, wenn er betrunken war, aggressiv gegenüber seiner Frau Gladys. 1957 verließ ihn seine Frau mit den Kindern.
Hagar heiratete am 3. November 1968 seine erste Frau Betsy Berardi, mit der er zwei Söhne hat. 1994 ließ sich das Paar nach 26 Jahren Ehe scheiden. Am 29. November 1995 heiratete er Kari Karte, mit der er bis heute verheiratet ist. Das Paar hat zwei Töchter.
Hagars Cousin ist der Gesangscoach und Sänger Ken Tamplin.

## Musikalischer Werdegang

### Karrierestart mit Montrose
Nach einer kurzen Karriere als Boxer, mit der er in die Fußstapfen seines Vaters trat, begann sein Interesse an der aufkeimenden Musikszene in Südkalifornien, vor allem an seiner ersten Band „The Fabulous Castiles“. 1967 nahm er zusammen mit Pete Samson und der Gruppe „Peppermint Trolley Co.“ eine Single mit den Titeln Reach Out to Find Me und Read My Thoughts auf, die beim Ranwood-Label veröffentlicht wurde.
Andere Stationen des jungen Musikers waren „Skinny“, „The Mobile Home Blues Band“ (1968), „Justice Brothers“ und „Dust Cloud“. Seine ersten größeren Erfolge verbuchte er jedoch, nachdem der Gitarrist Ronnie Montrose ihn fragte, ob er als Sänger und Rhythmusgitarrist seiner Band Montrose einsteigen wolle. Die Gruppe veröffentlichte zwei Alben mit Hagar, nämlich Montrose (1973) und Paper Money (1974), bevor der Sänger die Band nach Problemen mit dem Bandgründer verließ.

### Erste Solophase
Hagar startete eine Aufnahme- und Tourkarriere mit steigendem Erfolg u. a. mit Hits wie Red, Heavy Metal, Three Lock Box und seinem wahrscheinlich bekanntesten Song I Can't Drive 55, ein Protest gegen das (mittlerweile widerrufene) Tempolimit von 55 Meilen pro Stunde auf allen U.S. Highways.

### HSAS
1983/84 formierten sich Sammy und Neal Schon zusammen mit dem ehemaligen Foghat-Bassisten Kenny Aaronson und dem ehemaligen Santana-Drummer Michael Shrieve zur Supergroup HSAS (Hagar Schon Aaronson Shrieve). HSAS unternahmen eine kurze Tournee und brachten ein Album mit dem Titel Through the Fire heraus, dessen Songs während zweier Konzerte auf dieser Tournee live aufgenommen worden waren. Anschließend löste die Gruppe sich auf, Schon kehrte zu seiner Band Journey zurück und Hagar wurde Mitglied bei Van Halen. Besonders ein Song, die Coverversion von A Whiter Shade of Pale, wurde oft gespielt. Es war der einzige Singlehit von HSAS in den US-Charts.

### Van Halen

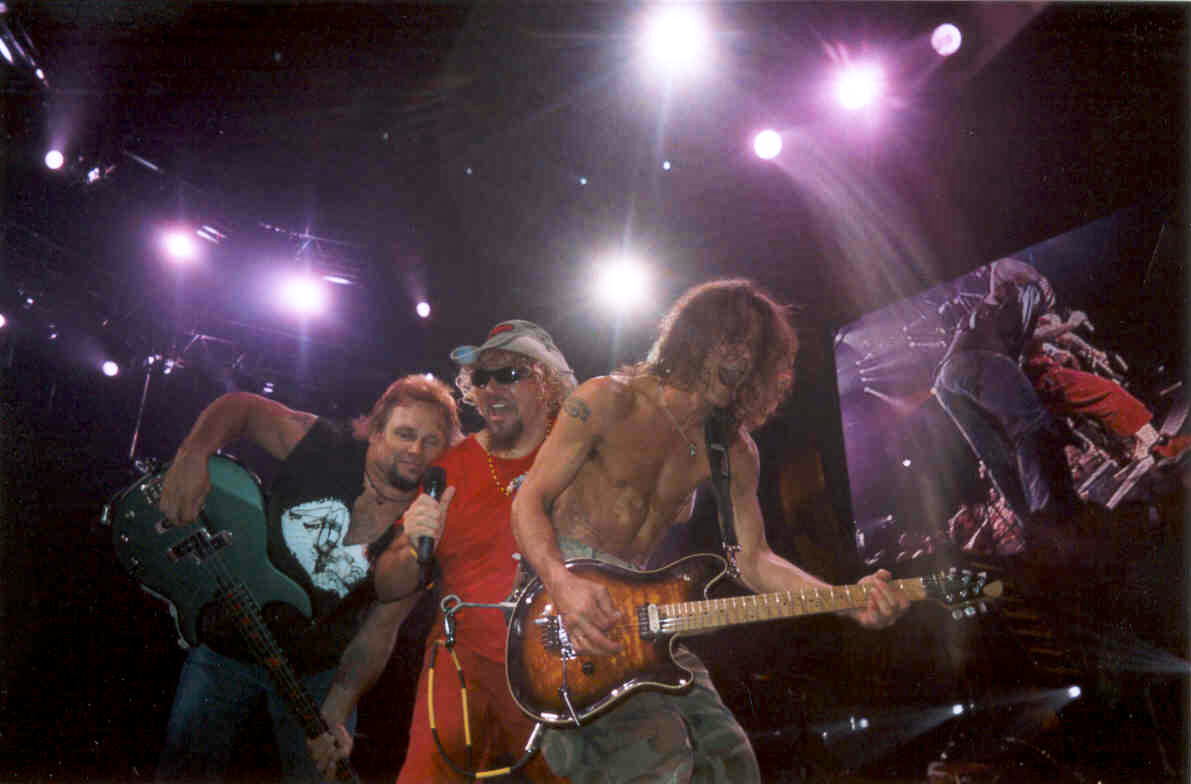
Auf Tournee mit Van Halen (2004)

Nach der Trennung von Van Halen und David Lee Roth suchten die verbliebenen Bandmitglieder der Gruppe einen neuen Sänger, und Hagar wurde zum Vorsingen geladen und engagiert. Nach dem ersten Erfolg mit seinem Debüt als Sänger von Van Halen, 5150 und der Single Why Can’t This Be Love, veröffentlichte Hagar das Soloalbum I Never Said Goodbye, das von Eddie van Halen produziert wurde, und an dem sich auch Michael Anthony beteiligte. Mit Hagar am Mikro konnten Van Halen weitere große Erfolge mit ihren Alben OU812 (1988), For Unlawful Carnal Knowledge (1991) und Balance (1995) verbuchen, die alle Platz eins der US-Albumcharts erreichten.
Nach Balance trennten sich die Wege von Van Halen und Hagar, das 1996 veröffentlichte Album Best Of – Volume I enthielt zwei neue Stücke, die wieder David Lee Roth eingesungen hatte – zu einer Reunion der Originalbesetzung kam es jedoch nicht. Erst acht Jahre später kam es zu einer weiteren Zusammenarbeit Hagars mit Van Halen, diesmal für das Album The Best of Both Worlds, einer Kompilation mit drei neuen Stücken, die Hagar sang. Die anschließende Tournee endete am 19. November 2004, Hagar und der Bassist Michael Anthony gehörten danach nicht mehr zur Gruppe, traten aber wiederholt im Rahmen von Hagar-Konzerten gemeinsam unter dem Namen „The Other Half“ auf.

### Zweite Solophase
Das erste Album, das Hagar nach dem Weggang von Van Halen veröffentlichte, war Marching to Mars, gefolgt von der mit Huey Lewis (Mundharmonika) und Slash aufgenommenen Single Little White Lie, auf deren B-Seite sich der nicht auf dem Album enthaltene Montrose-Titel Rock Candy befand. Dieser Titel wurde vom Original-Line-up der Band Montrose eingespielt.
Um das Album zu bewerben, suchte Hagar sich für die Tournee eine Band, die neben ihm aus David Lauser (Schlagzeug), dem Gitarristen Vic Johnson, dem Keyboarder Jesse Harms und der Bassistin Mona Gnader bestand. Lauser hatte bereits vor Hagars Engagement bei Montrose mit ihm gespielt und war auch Schlagzeuger auf Standing Hampton, Three Lock Box, VOA und dem 1987er Soloalbum I Never Said Goodbye. Diese Gruppe, nur reduziert um den Keyboarder, ist auch heute noch Hagars Liveband, die inzwischen unter dem Namen „The Wabos“ firmiert, nachdem sie zunächst „The Waboritas“ getauft worden war. Alle Alben, die Hagar ab 1999 aufnahm, wurden mit dieser Band eingespielt (Ausnahme: Cosmic Universal Fashion (2009), das ein Solo-Album war).

### Cabo Wabo Cantina

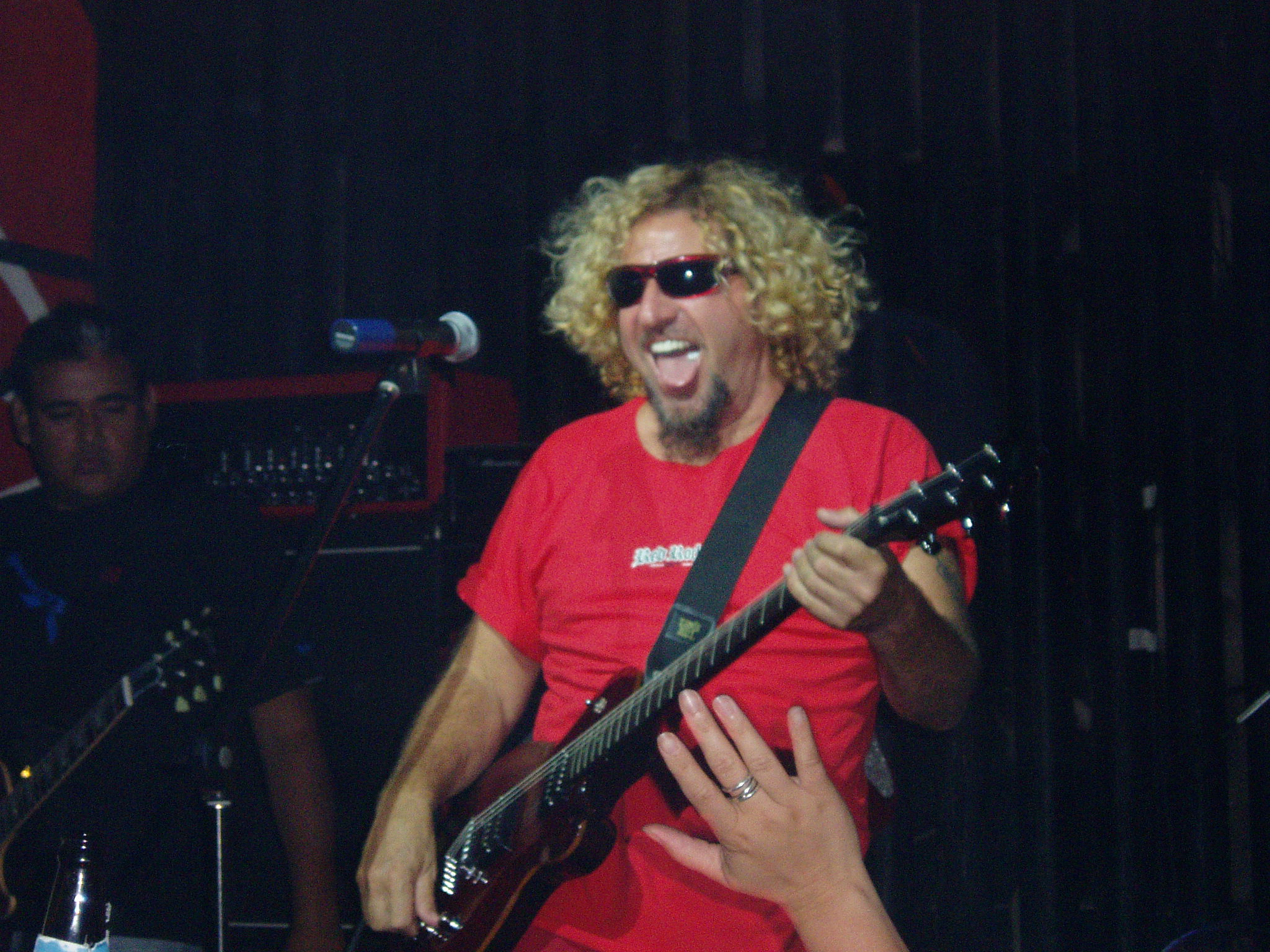
Hagar live in der Cabo Wabo Cantina (2005)

Bereits 1990 gründete Hagar die „Cabo Wabo Cantina“ in Cabo San Lucas, einem ehemaligen Fischerdorf am südlichen Zipfel des Bundesstaates Baja California Sur, Mexiko. Er baute den für den Ort damals viel zu großen Nachtclub mit Hilfe Van Halens auf. Das Management der Band zog sich 1994 aus dem Unternehmen zurück, das nach einem guten Start nach und nach Publikum verlor und wirtschaftlich uninteressant für die Gruppe wurde. Hagar betrieb den Club danach mit seinem Geschäftspartner Marco Monroy weiter und gewann Einheimische und Touristen hinzu; der Club fasste wirtschaftlich wieder Fuß. Jedes Jahr findet dort ab dem 13. Oktober für eine Woche Hagars Geburtstagsparty, der sogenannte Birthday Bash, statt, während der verschiedene Bands auftreten und sich zahlreiche Prominente einfinden.
Am 22. April 2010 feierte die Cantina ihr zwanzigstes Jubiläum; inzwischen gibt es auch eine „Cabo Wabo Cantina“ in Las Vegas, die am 12. April 2009 eröffnet wurde, sowie eine Cantina in Lake Tahoe. 1996 gründete Hagar „Cabo Wabo Tequila“ von dem er inzwischen vier Sorten (Blanco, Reposado, Añejo und Uno) vertreibt, die auch in der Cabo Wabo Cantina ausgeschenkt werden. Seit Dezember 2007 betreibt Hagar das Online-Radio „Cabo Wabo Radio“, einen 24h-Livestream aus San Lucas, Mexiko.

### Chickenfoot
Im Jahr 2008 gründete er mit seinem Ex-Bandkollegen aus Van-Halen-Zeiten, Michael Anthony, dem Gitarristen Joe Satriani und dem Schlagzeuger der Red Hot Chili Peppers, Chad Smith, die Supergroup Chickenfoot. Das Debütalbum Chickenfoot erschien im Juni 2009. Am letzten Januarwochenende 2011 begann die Gruppe in Hagars eigenem Studio »The Foot Locker« (bis zur technischen Aufwertung »Red Rocker-Studio«) mit den Aufnahmen für ihr zweites Album, das im September des Jahres schließlich unter dem Titel Chickenfoot III veröffentlicht wurde.

### Mitwirkung an Soundtracks
Es gelang Hagar im Verlauf seiner Karriere mehrfach, Titel zu den Soundtracks erfolgreicher Filme beizusteuern, so zum Beispiel zu Heavy Metal (Heavy Metal, 1981), Footloose (The Girl Gets Around, 1984), Over the Top (Winner Takes It All, 1987), oder Zurück in die Zukunft II (I Can't Drive 55, 1989). Bereits 1980 hatte er Bad Reputation für Die Kadeppen Akademie (Original: Up the Academy), einen Film von Robert Downey Sr., zur Verfügung gestellt.

## Wohltätigkeit
Hagar engagiert sich für zahlreiche soziale Projekte. So betreibt er beispielsweise die Restaurants Sammy's Bar & Grill in Maui, Las Vegas und am JFK International Airport in New York, deren Gewinne der Organisation Blessings in a Backpack zufließen. Blessings in a Backpack verteilt Lebensmittel an zurzeit 27.000 bedürftige Kinder in 27 amerikanischen Städten. Außerdem engagiert sich Hagar für The Ritter Center (Hilfe für Wohnungslose und arbeitende Arme), die Oak Hill School (eine therapeutische Schule mit einem Schwerpunkt im Bereich Autismus), das Nevada Cancer Institute und To Celebrate Life (National Breast Cancer Foundation) und die Emeril Lagasse Foundation. Am 11. Dezember 2010 gab Hagar ein Konzert zugunsten des Ritter Center, bei dem mehr als 20.000 US-Dollar an Spenden erzielt wurden.

## Autobiografie
Am 15. März 2011 erschien Hagars Autobiografie, »RED - My Uncensored Life in Rock«, die er zusammen mit dem Musikjournalisten Joel Selvin geschrieben hatte, beim Verlag HarperCollins. Sie erreichte Platz eins der »New York Times Bestseller List« in der Kategorie Hardcover Nonfiction und Platz drei in der Kategorie E-Book Nonfiction.

## Ehrungen
Am 12. März 2007 wurde Van Halen in die Rock and Roll Hall of Fame in Cleveland (US-Bundesstaat Ohio) aufgenommen. Bei der Preisverleihung im New Yorker Waldorf Astoria waren lediglich Sammy Hagar und Ex-Bassist Michael Anthony anwesend. Eddie Van Halen konnte aufgrund seiner am 8. März 2007 begonnenen Entziehungskur nicht teilnehmen, und auch David Lee Roth blieb, ebenso wie Alex Van Halen, der Verleihung fern.
Am 30. April 2024 wurde Hagar mit einem Stern auf dem Hollywood Walk of Fame geehrt.

## Diskografie
siehe auch Montrose (1973/74), Hagar Schon Aaronson Shrieve (1984), Van Halen (1986–1996), Chickenfoot (ab 2008)

### Alben
| Jahr | Titel                                 | Höchstplatzierung, Gesamtwochen, AuszeichnungChartplatzierungen (Jahr, Titel, Platzierungen, Wochen, Auszeichnungen, Anmerkungen) | Höchstplatzierung, Gesamtwochen, AuszeichnungChartplatzierungen (Jahr, Titel, Platzierungen, Wochen, Auszeichnungen, Anmerkungen) | Höchstplatzierung, Gesamtwochen, AuszeichnungChartplatzierungen (Jahr, Titel, Platzierungen, Wochen, Auszeichnungen, Anmerkungen) | Höchstplatzierung, Gesamtwochen, AuszeichnungChartplatzierungen (Jahr, Titel, Platzierungen, Wochen, Auszeichnungen, Anmerkungen) | Anmerkungen |
| Jahr | Titel                                 | DE | CH | UK | US | Anmerkungen |
| ---- | ------------------------------------- | --- | --- | --- | --- | --- |
| 1976 | Nine on a Ten Scale                   | — | — | — | — | |
| 1977 | Sammy Hagar                           | — | — | — | US167 (9 Wo.)US | |
| 1978 | Musical Chairs                        | — | — | — | US100 (11 Wo.)US | |
| 1978 | All Night Long / UK: Loud and Clear   | — | — | UK12 (8 Wo.)UK | US89 (9 Wo.)US | Livealbum; die UK-Version von 1979 enthält einen zusätzlichen Titel |
| 1979 | Street Machine                        | — | — | UK38 (4 Wo.)UK | US71 (13 Wo.)US | |
| 1980 | Danger Zone                           | — | — | UK25 (3 Wo.)UK | US85 (12 Wo.)US | |
| 1982 | Standing Hampton                      | — | — | UK84 (2 Wo.)UK | US28 Platin · (32 Wo.)US | |
| 1982 | Three Lock Box                        | — | — | — | US17 Gold · (34 Wo.)US | |
| 1983 | Rematch                               | — | — | — | US171 (9 Wo.)US | Kompilation |
| 1984 | VOA                                   | — | — | — | US32 Platin · (36 Wo.)US | die Abkürzung VOA steht für Voice of America |
| 1987 | Sammy Hagar / I Never Said Goodbye    | DE56 (5 Wo.)DE | — | UK86 (2 Wo.)UK | US14 Gold · (23 Wo.)US | ursprünglich nur mit dem Interpretennamen auf dem Cover veröffentlicht; durch einen MTV-Wettbewerb wurde nachträglich der Titel I Never Said Goodbye gefunden und seitdem verwendet |
| 1994 | Unboxed                               | — | — | — | US51 Gold · (11 Wo.)US | Best-of-Album |
| 1997 | Marching to Mars                      | — | — | — | US18 (17 Wo.)US | |
| 1999 | Red Voodoo                            | — | — | — | US22 (14 Wo.)US | Sammy Hagar and the Waboritas |
| 2000 | Ten 13                                | — | — | — | US52 (2 Wo.)US | Albumtitel: der 13. Oktober, englisch 10/13, ist Sammy Hagars Geburtstag Sammy Hagar and the Waboritas                                                                              |
| 2002 | Not 4 Sale                            | — | — | — | US181 (1 Wo.)US | Sammy Hagar and the Waboritas |
| 2003 | Sammy and the Wabo’s Live: Hallelujah | — | — | — | US152 (1 Wo.)US | Livealbum Sammy Hagar and the Waboritas |
| 2004 | The Essential Red Collection          | — | — | — | US75 (2 Wo.)US | Best-of-Album |
| 2006 | Livin’ It Up                          | — | — | — | US50 (2 Wo.)US | Sammy Hagar and the Wabos |
| 2008 | Cosmic Universal Fashion              | — | — | — | US95 (1 Wo.)US | |
| 2013 | Sammy Hagar & Friends                 | DE79 (1 Wo.)DE | CH97 (1 Wo.)CH | — | US23 (2 Wo.)US | |
| 2014 | Lite Roast                            | — | — | — | US188 (1 Wo.)US | mit Vic Johnson |
| 2015 | At Your Service                       | — | — | — | US78 (1 Wo.)US | Sammy Hagar & the Circle |
| 2019 | Space Between                         | DE74 (1 Wo.)DE | CH25 (1 Wo.)CH | — | US4 (2 Wo.)US | Sammy Hagar & the Circle |
| 2022 | Crazy Times                           | — | CH27 (1 Wo.)CH | — | US95 (1 Wo.)US | Sammy Hagar & the Circle |

grau schraffiert: keine Chartdaten aus diesem Jahr verfügbar

### Singles
| Jahr | Titel                                                                                   | Höchstplatzierung, Gesamtwochen, AuszeichnungChartplatzierungen (Jahr, Titel, Platzierungen, Wochen, Auszeichnungen, Anmerkungen) | Höchstplatzierung, Gesamtwochen, AuszeichnungChartplatzierungen (Jahr, Titel, Platzierungen, Wochen, Auszeichnungen, Anmerkungen) | Anmerkungen                                                                      |
| Jahr | Titel                                                                                   | UK | US | Anmerkungen                                                                      |
| ---- | --------------------------------------------------------------------------------------- | --- | --- | -------------------------------------------------------------------------------- |
| 1977 | You Make Me Crazy Musical Chairs                                                        | — | US62 (8 Wo.)US |                                                                                  |
| 1979 | (Sittin’ On) The Dock of the Bay                                                        | — | US65 (5 Wo.)US | Original: Otis Redding Backgroundsänger: Brad Delp und Barry Goudreau von Boston |
| 1979 | Plain Jane Street Machine                                                               | — | US77 (7 Wo.)US |                                                                                  |
| 1979 | This Planet’s on Fire (Burn in Hell) / Space Station #5 Street Machine / Loud and Clear | UK52 (5 Wo.)UK | — |                                                                                  |
| 1980 | I’ve Done Everything for You Loud and Clear                                             | UK36 (5 Wo.)UK | — |                                                                                  |
| 1980 | Heartbeat / Love or Money Danger Zone                                                   | UK67 (2 Wo.)UK | — |                                                                                  |
| 1982 | Piece of My Heart Standing Hampton                                                      | UK67 (3 Wo.)UK | US73 (4 Wo.)US |                                                                                  |
| 1982 | I’ll Fall in Love Again Standing Hampton                                                | — | US43 (10 Wo.)US |                                                                                  |
| 1982 | Your Love Is Driving Me Crazy Three Lock Box                                            | — | US13 (19 Wo.)US |                                                                                  |
| 1983 | Never Give Up Three Lock Box                                                            | — | US46 (8 Wo.)US |                                                                                  |
| 1984 | Two Sides of Love VOA                                                                   | — | US38 (12 Wo.)US |                                                                                  |
| 1984 | I Can’t Drive 55 VOA                                                                    | — | US26 (16 Wo.)US |                                                                                  |
| 1987 | Winner Takes It All                                                                     | — | US54 (14 Wo.)US | aus dem Film Over the Top Soundtrack                                             |
| 1987 | Give to Live I Never Said Goodbye                                                       | — | US23 (17 Wo.)US |                                                                                  |
| 1987 | Eagles Fly I Never Said Goodbye                                                         | — | US82 (13 Wo.)US |                                                                                  |

Weitere Singles
- Flamingos Fly (1977)
- Turn Up the Music (1977)
- There’s Only One Way to Rock (1982)
- Returning Home (1987)
- Boy’s Night Out (1987)
- High Hopes (1994)
- Buying My Way into Heaven (1994)
- Marching to Mars (1997)
- Little White Lie (1997)
- Both Sides, Now (1997)
- Shag (1999)
- Mas Tequila (1999)
- Serious Juju (2000)
- Let Sally Drive (Ride Sally Ride) (2001)
- Hallelujah (2003)
- Let Me Take You There (2005)
- Sam I Am (2006)
- Open (2007)
- I’m on a Roll (2008)
- Cosmic Universal Fashion (2008)
- Knockdown Dragout (2013)